# Мандельбахталь
Мандельбахталь (нем. Mandelbachtal) — община в Германии, в земле Саар. Входит в состав района Саарпфальц. Население составляет 11 650 человек (на 31 декабря 2006 года). Занимает площадь 57,71 км². Община подразделяется на 8 сельских округов.